# Mócok
A mócok (avagy havasi románok románul: moți) a Erdélyi-középhegységben, azaz a Nyugati Érchegységben (avagy erdélyi kifejezés szerint : az Ércben) élő, román nyelvű népcsoport. A mócok lakta térséget Mócföldnek (románul :Țara Moților, szó szerint: A Mócok Országa) avagy Móc-vidéknek nevezik Erdélyben. A Mócföld földrajzi és néprajzi egység, de nem alkot különálló közigazgatási területet Romániában.

## Lakhelyük és foglalkozásuk
A mócok az 1400 méter fölötti hegyi tanyákon és falvakban élnek öt megye, Bihar, Arad, Hunyad, Fehér és Kolozs megye területén. A románság sajátságos közösségi és történelmi tudattal rendelkező néprajzi csoportját alkotják. A vidék hagyományos foglalkozásai: bányászat, állattartás, pásztorkodás, fakitermelés, aranymosás. A móc faedények Erdély-szerte híresek. Kalotaszegen járva érdemes a Mócföld felé fölkanyarodni - hajtűkanyarokkal tűzdelt, vadregényes, kivételesen festői szépségű térség. A Bihari-hegység Erdély legcsapadékosabb része, s eképp bővizű vízeséseket, föld alatti folyókat, búvópatakokat (Pádisi-karsztvidék), illetve egy 3000 éves jégbarlangot találhat a vidéken az arra járó turista. A Mócföldet Bánffyhunyad, Kolozsvár, Torda, Nagyenyed, Gyulafehérvár, Piski, Déva, Marosillye, Arad és Belényes szegélyezi - e városok többségi román nyelvű lakosságának zöme móc.

## Eredetük
A mócok eredetéről közel hetven elmélet született. A vidéken gyakori antropológiai jellegzetességek (szőke haj, kék szem) folytán a mócokat származtatták a germán gepidákból, a perzsa alánokból, az indoeurópai keltákból, a szlávokból stb. A román történészek szerint az ókori szabad dákok leszármazottjai. A mócok önmagukat a trák népcsoporthoz tartozó dákok s a római légiók ivadékainak tartják.

## A móc elnevezés eredete
A móc szó román nyelven (moț) fonószálat és tágabb értelemben copfot jelent. A móc férfiak hajukat hagyományosan két felől copfba fonták. Karizmatikus vezetők esetében a copf a homlokból is indult (vö. a móc folklórban ismeretes Făt-Frumos-cu-Moț-în-Frunte, vagyis a Homlokcopf-fonatos Széplegény alakjával). Harci események alkalmából a mócok a copfokat fülvédő kontyokba csavarták össze. Manapság már csak kivételesen ritka alkalmakkor látható a névadó hajviselet.

## Mócföld természeti kincsei
Mócföldön található Európa egyik legnagyobb arany-lelőhelye. A római Dacia aranyát bányászták itt az Ókorban (a római aranybánya Verespatakon meglátogatható). A vidéken ma is több, megejtő arányú aranybánya működik : a jelenleg már nem üzemelő Barza-bánya akna-rendszere például 700 kilométert tesz ki.

## Mócföld városai
- Topánfalva, Mócföld történelmi központja
- Abrudbánya, Mócföld művelődési központja
- Verespatak, Mócföld bányaipari központja
- Brád, Mócföld aranybányászati központja

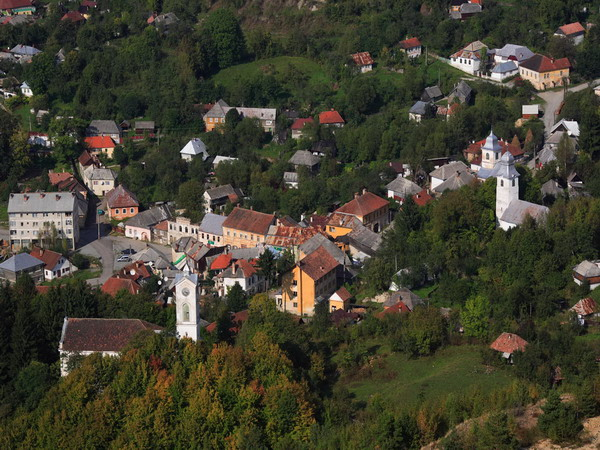
Verespatak, 2007.

- Aranyosbánya
- Zalatna

## Történetük
A vidék régóta román többségű terület. A mócok alkotják Erdély egyik legjelentősebb abszolút tömbrománsági tömörülését. A hegyvidéki parasztság különböző kedvezményeket kapott, hogy megtelepedjen ezeken a nehéz életet ígérő tájakon. Bizonyos szabadság járt együtt a nélkülözésekkel. A lakosságot a terepviszonyok miatt amúgy is nehéz volt ellenőrizni.

### A mócok jogérvényesítési harcai Erdély történetében
Az Osztrák Birodalom fennhatósága alatt működő, korábban független Erdélyi Nagyfejedelemség (1690-1867) fönnállásának kora több, látszólagos történelmi talány magyarázatát és megoldását szolgáltathatja : az osztrák hatóságok 1764-ben három székely, 1766-ban pedig két román határőrezredet hoztak létre Erdélyben. A 14 évtől 64 évig szolgáló határőrök a katonáskodás gyakorta sok véráldozatot igénylő terhe alatt kiemelkedhettek és fölszabadulhattak a történelmi szükségszerűségek által is jószerint meghaladott jobbágyi sorból, s jelentős anyagi és jogi kedvezményeket élvezhettek (adócsökkentések, kiosztott, örökölhető földbirtokok stb.).
Mária Terézia és II. József uralkodása idején a mócokat is nyilvántartásba vették. Adóalanyokként már eleve tartozással indultak az állammal szemben, s a kor adóhatóságai korántsem voltak elnézőek ez irányban. Az adóterhektől s a jobbágyi sortól mentesülni szándékozván, a vidék lakossága móc határőrezredek fölállítását kérvényezte Bécstől; Bécs hajlandó is volt eleget tenni ennek az óhajnak, a kérelmet viszont a kor helybeli, többnyire magyar anyanyelvű nemessége egyértelműen elutasította, sőt megvétózta. A karnyújtásnyira szem előtt lebegő jogi és anyagi fölszabadulás ezen ritka lehetőségének a lekezelő és parancsuralmi visszautasítása a hűbéri viszonyokba bilincselt mócok rendkívüli fölháborodását váltotta ki. Ebből a tényből adódóan a Mócföldön ritkán volt nyugalom a parasztság körében. A mócok évszázados történelmi és politikai jogfosztottsága parasztháborúk formájában tört több ízben is lavinaszerűen a felszínre. Ezeknek a hegyvidéki gerilla-háborúknak a Mócföld városaiban megtelepedett polgári magyar és német anyanyelvű  lakosság lett többnyire az általában ártatatlan áldozata. De a kor hatóságai sem maradtak adósok a búsásan visszaadott megtorlással. Megjegyzendő, hogy abban az esetben, ha a betelepedett, magyar nyelvű lakosság együttműködött és szolidaritást vállalt az éppen sorra kerülő móc érdekekkel, semmiféle bántódása sem eshetett. Varga Katalint (rom. Ecaterina Varga), a mócok fölszabadulásának támogatóját több év kemény fegyházbüntetéssel sújtották a kor hatóságai az 1840-es években, s eme tény folytán személyét és tevékenységét mindmáig dicsfény övezi Romániában. A XVIII. század végi Horea–Cloșca-Crișan (1794-1795) vezette parasztforradalom, az 1848–49-es forradalom és szabadságharc pusztításai, majd az impériumváltások hatására a városi magyar és német lakosság mára szinte teljesen eltűnt, s a statisztikák szerint az egyes kisvárosokban jelenleg mindössze csupán néhány tucatnyi magyar él.
1848-49-ben a vélt és valós sérelmeiktől s Bécs által a magyarság ellen feltüzelt mócok újfent számottevő pusztításokat vittek végbe a környék elsősorban magyar anyanyelvű nemesei és polgárai körében (Abrudbánya, Zalatna, Nagyenyed). A szervezett hadseregek szinte teljesen esélytelenek voltak ezen a vidéken. A mócok ellen folytatott harcokban vesztette életét Vasvári Pál 1849-ben. 1849-ben a békekötés az Avram Iancu által vezetett mócok és a magyar politikai vezetés között túl későn jött létre. Az erdélyi magyar s a magyarországi, többnyire már csupán hajdani közhiedelemmel ellentétben a mócokról, miként a sok szempontból rokonlelkületű, s nemkülönben hegyvidéki s úgyszintén határőr székelyekről is megállapítható az a történelmi törvényszerűség-paradoxon, amely a hegyvidéki, harcias hagyományú s számos történelmi megpróbáltatást elszenvedett és átélt nemzetekre érvényes, miszerint : békés nép, ha békében hagyják. Ellenkező esetben, ha például egy, számukra idegennek elkönyvelt, központosított hatalom kísérletezett és próbálkozott meg azzal, hogy méltánytalanul uralkodjon fölöttük, előreláthatóan is fölöttébb kétséges volt, hogy hosszú távon jót fognak állni majd magukért.

## Mócföld turisztikai látványosságai és alpinista nevezetességei
- Tordai-hasadék
- Aranyosfői-jégbarlang (Peștera Scărișoara)
- Eszkimó-jégbarlang (Peștera Focul Viu)
- Medvék barlangja (Peștera Urșilor)
- A Gainai leányvásár (Tărgul de Fete de pe Muntele Găina), Szent Illyés (Sfântu Ilie) napján, július 20-án avagy az ehhez legközelebb eső vasárnap
- Kőköz (Cheile Vălișoarei, Cheile Aiudului)
- Az Ompoly szurdok-völgye. Természeti rezervátum Gyulafehérvártól 12 km-re
- Az Aranyos völgye
- Felsővidra helység (Avram Iancu). 33 falu tartozik hozzá. 1900-ban 3 magyar, 2002-ben 1 magyar lakosa volt.
- Lepus (Arieșeni)
- Alsóvidra, Felsővidra (Vidra)